# وصمة الجذام

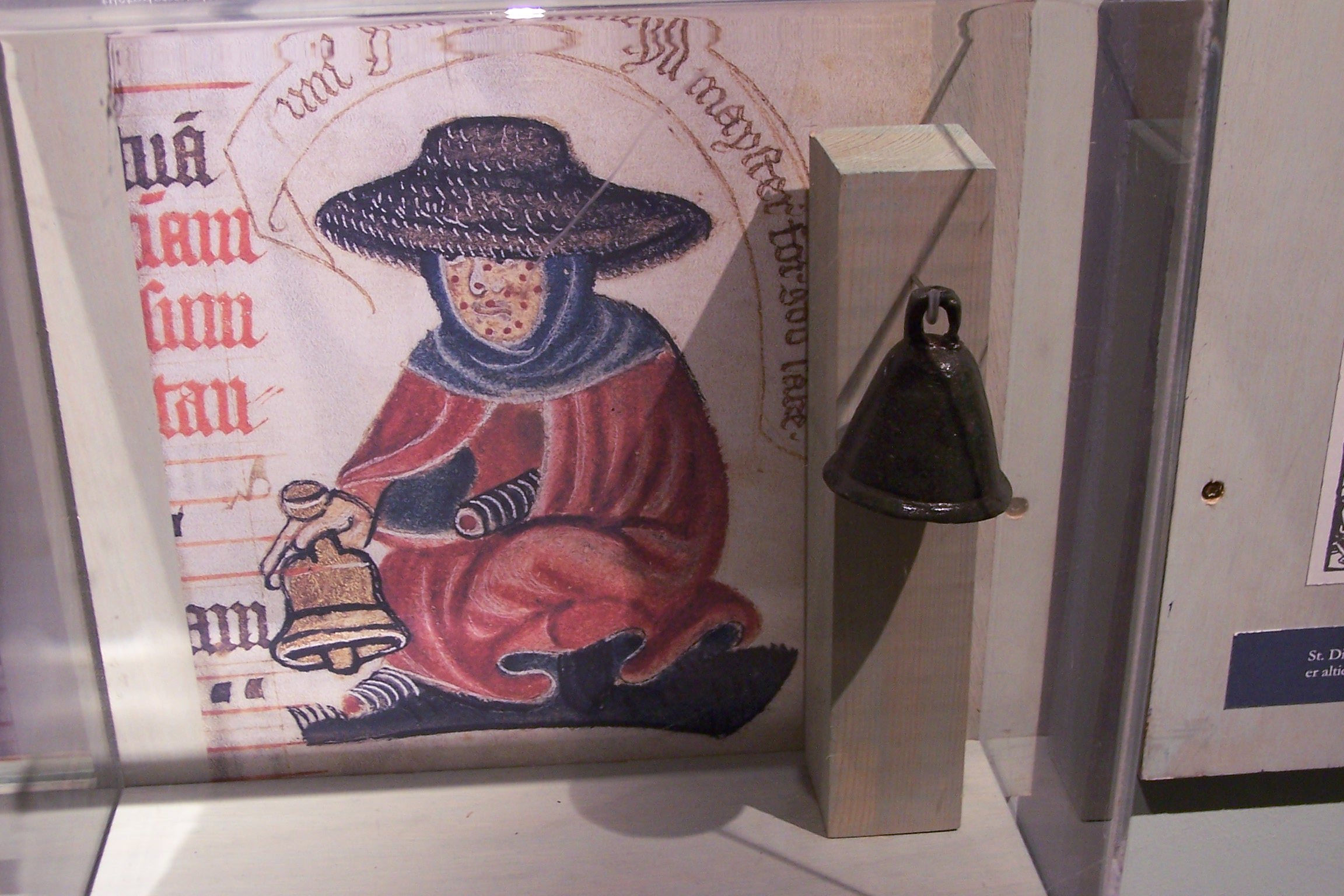

وصمة الجذام (بالإنجليزية: Leprosy stigma)‏ هي نوع من الوصمات الاجتماعيّة، أي شعور سلبيّ قويّ تجاه مريض الجذام، مرتبط بالحالة الأخلاقيّة للمجتمع. كان الجذام قديمًا سببًا في الخوف وتجنُّب المريض نظرًا للتشوهات الجسديّة المصاحبة للمرض وغياب الفهم الصحيح للسبب. وبسبب الوصمة المصاحبة لمرض الجذام، يُشار للمرض الآن باسم مرض هانسن؛ نسبةً إلى جيرهارد أرمور هانسن الذي اكتشف بكتيريا «المتفطرة الجذامية» وهي البكتيريا التي تسبب هذا المرض. يصف المصابون بهذا المرض تلك الوصمة الاجتماعيّة بأنها أسوأ كثيرًا من الأعراض والتشوهات الجسديّة المصاحبة للمرض، بالرغم من أن تلك التشوهات لا تسبب العدوى إلا قليلًا وأن المرض قابل للعلاج.

## تعريف الوصمة
نشأت كلمة وصمة Stigma من الأصل الإغريقيّ، حيث كانت تُستعمل تلك الكلمة للإشارة إلى العلامات الجسديّة المصممة لتعريض شيء جسديّ غير معتاد ومنافٍ للحالة الأخلاقيّة للمجتمع. هذه العلامات الجسديّة يمكنها أن تكون التشوهات الجسديّة التي يسببها الجذام في جلد المصاب.
يُعرِّف عالم الاجتماع إرفنغ غوفمان مصطلح «وصمة» بأنه سمة ذات سمعة عميقة، فالشخص الموصوم هو شخص غير مقبول ولا يحظى باحترام ومراعاة الآخرين من أقرانه، لأنه غير مؤهَّل للقبول الاجتماعيّ. ويرتبط المصطلح بـ: التشوهات الجسديّة مثل شلل عصب الوجه وتشوه اليدين وسقوط القدم، كما يرتبط أيضًا بصفات الشخصيّة مثل تعاطي الكحول وإدمان المخدرات أو الجذام، ويرتبط بالعِرق والقوميّة والطبقة الاجتماعيّة والحالة الجنسانيّة والدين، والمجموعات التي تُعتبر درجة ثانية في المجتمع. تقوم الوصمة على بُنى اجتماعيّة مؤسسة على عمليات تاريخيّة واختلافات ثقافيّة وتفاوت بنيويّ، تلك الأمور التي تحدد المعيار الاجتماعيّ.

## أمثلة على وصمة الجذام
تقوم الوصمة المصاحبة لمرض هانسن على تفضيل المجتمع على حساب الحقوق الفرديّة للأفراد المصابين. حيث طلبت العديد من المجتمعات في العصور الوسطى والقرن التاسع عشر والقرن العشرين فصل مرضى الجذام عن السكان. ولازال الجذام مرتبط بالوصمة في العديد من المجتمعات حول العالم.

### اليابان
في اليابان، طلبت الحكومة عزل مرضى الجذام، مما ساعد على تعزيز الوصمة الاجتماعيّة المصاحبة للمرض. في العصور الوسطى، عاش المرضى بالقرب من المعابد والأماكن المُقدَّسة بغرض جمع التبرعات من المارة. وبدءً من 1909 طلبت الحكومة حجز مرضى الجذام في المستشفيات والمصحَّات اعتقادًا أن هذا سيساعد في منع انتقال المرض. في بعض الحالات، كان المريض يُجبَر على الذهاب للمصحَّات، ثم تُطهِّر الحكومة منزله بحضور الجيران، مما ساعد في وصم أهل المريض أيضًا لدرجة أن بعض المرضى حاولوا الانتحار.

### الهند
انتشر في الهند مفهوم الوراثة، واعتقدوا أن الجذام ينتقل بالوراثة، لذلك نبذوا المرضى وكذلك أطفالهم. كما اعتقدوا أن تلك التشوهات المصاحبة للمرض تعتبر عقابًا إلهيًّا.

### الصين
ترجع وصمة الجذام إلى 500-300 قبل الميلاد. حيث كانت مرتبطة في الأدب الصينيّ بالعقاب على الأفعال غير الأخلاقيّة. إلا أن وصمة الجذام قلت كثيرًا بدايةً من أواخر القرن العشرين.

### الولايات المتحدة، هاواي
في 1865، أُسست مستعمرة كالاوبابا على جزيرة مولوكاي، وهي شبه جزيرة معزولة جغرافيًّا، تحدها جبال «بالي» من ناحية ومن ناحية أخرى مياه البحر القاسيّة، عملت تلك المستعمرة كسجن لأولئك المصابين بالمرض. وبحلول 1865، لم يكن من الممكن تجاهل العدد المتزايد لمرضى هانسن، فصدر «قانون منع انتشار الجذام لسكان هاواي» بتجريم المرض والحكم على المرضى بالنفي. بُني الحجر الصحيّ لمرض الجذام على افتراض أن الجذام مرض شديد العدوى. بدأت وصمة الجذام باعتباره مرض غامض ثم تغيرت فيما بعد إلى «ظاهرة اجتماعيّة وأخلاقيّة خطيرة». أُرسلت الحالات الخطيرة إلى كالاوا، وهي مستعمرة معزولة في مولوكا، ثم نشأت بعد ذلك المستعمرة الأكبر في كالاوبابا. وصلت ذروة عدد المرضى في تلك المنطقة إلى 110 بحلول القرن العشرين ووصل عدد المحجوزين بها إلى 8500 شخص حتى 1965.

## تاريخ وصمة الجذام
ارتبطت وصمة الجذام بالمرض طوال التاريخ حتى أضحت عالميّة. في أوروبا الغربية، وصلت تلك الوصمة لذروتها خلال العصور الوسطى، عندما كان المرض سببًا في اعتبار الشخص «غير نظيف». بُنيت العديد من مستعمرات الجذام وكان على المرضى أن يحملوا معهم أجراسًا للإشارة على وجودهم ولجذب التبرعات الخيريّة.
ومما زاد الأمر سوءً، اكتشاف هانسن 1873 أن الجذام مرض مُعدي بانتقال بكتيريا «المتفطرة الجذامية». اتربط المرض طويلًا بالأمراض المنقولة عبر الجنس، وخلال القرن التاسع عشر كان يُعتقد أنه مرحلة من مراحل الزهريّ. زادت الوصمة في أوروبا في العصر الاستعماريّ، عندما وجدوا أن الجذام مستوطن في الأماكن التي يستعمرونها. وارتبط المرض بعد ذلك بالأماكن الفقيرة والدول الناميّة التي اعتقد الأوروبيّون أنهم من جنس أدنى بطرائق عديدة.
في نهاية القرن العشرين بدأت منظمة الصحة العالميّة جهودها في القضاء على المرض بتوزيع الأدوية مجانًا، وكان ذلك متبوعًا بعمل العديد من المنظمات الدوليّة لإنهاء الوصمة المرتبطة بالمرض أيضًا. لقد عملوا على تثقيف الناس ورفع الوعي عن حقائق الجذام، بالتحديد عن أنه مُعدي بصورة طفيفة وأن 95% من البشر لديهم مناعة ضد البكتيريا المسببة له.

## العوامل المساهمة في وصمة الجذام

### مفاهيم مغلوطة لدى العامة
لازال لدى العامة العديد من المفاهيم المغلوطة عن الجذام، منها أنهم يعتقدون أنه شديد العدوى. بدأت بعض المنظمات في القرن الحادي والعشرين مثل منظمة «حملة مُهمة الجذام» بالعمل على تثقيف الناس بشأن المرض وأسبابه وطرائق انتقاله. لقد أرادوا أن يعرفوا المصابين بالمرض حتى يتمكنوا من علاجهم مبكرًا وتخفيف حدة التشوهات الجسديّة، بالإضافة إلى تحجيم انتشار العدوى. وبداية من القرن الحادي والعشرين وفَّرت منظمة الصحة العالميّة أدوية مجانية منها دابسون وريفامبيسين وكلوفازامين. إلا أن الكثير من الناس حول العالم لازالوا يعتقدون أن المرض غير قابل للعلاج. كما وفرت الخطة العلاجيّة متعددة الأدوية مجانًا في الدول التي يستوطن بها الجذام.
تنشأ المفاهيم المغلوطة من غياب التواصل بين العلم وسياسات الحكومة. فبالرغم من أن المجتمع الطبيّ اتفق لعقود أن مرض هانسن طفيف العدوى، لازال المرض مُدرجًا في قائمة الصحة العامة عن «المرض المُعدية الخطيرة»، لأغراض خاصة بعدم منح المرضى الجنسيّة الأمريكيّة وخدمات الهجرة في الولايات المتحدة، بالرغم من إزالة فيروس نقص المناعة المكتسبة HIV من القائمة في 2010.

### مستعمرات الجذام
تُبنى مستعمرات الجذام ومستشفيات علاج الجذام في مناطق نائيّة من أجل عزل المرضى، وترتبط تلك الأماكن بوصمة الجذام.

### الصحافة
ساهمت الصحافة في الماضي في نشر وصمة الجذام، مما يعكس القيم المجتمعيّة في العديد من البلاد.
في مايو 2007، في برنامج لو دوب "Tonight program" أشارت المحامية –وليست الطبيبة- مادلين كوسمان بالخطأ أن «هناك 7000 حالة في 3 سنوات مضت». وفي مقابلة لاحقة مع "60 Minutes" سُئل دوب عن هذا الأمر وقال: «إذا أذيع هذا الخبر عندنا فلا بد أنه حقيقة». بالرغم أن الحقيقة هي ما أبلغ عنه برنامج مرض هانسن القوميّ أن هذا العدد من الحالات كان في 30 عامًا وليس 3 فقط. وبالرغم من أن دوب قد اعترف بالخطأ في مقال بنيويورك تايمز لاحقًا، إلا أن تداعيات التصريح لازالت مستمرة.
في 2012، استطاعت منظمات دعم الجذام أن تزيل مشهدًا من أفلام الأنيمشين لـ«أردمان Aardman» من The Pirates! In an Adventure with Scientists بسبب تخوفات عن تأثير المشهد. تضمن المشهد سفينة جذام بها مريض تسقط يده أثناء المشهد. وبما أن هناك العديد من الخرافات تدور حول الجذام، أرادت المنظمات منع تكوين المزيد منها بإزالة هذا المشهد، من أجل القضاء على الوصمة المرتبطة بالمرض.

## الحملات المناهضة لوصمة الجذام

### النجم
«النجم» مجلة دوليّة تهدف لمحاربة وصمة الجذام، أنشأها المريض الكفيف ستانلي ستين من مستعمرة الجذام القوميّة في كارفي Carville. استطاعت المجلة أن ترفع الوعي عن حقائق مرض هانسن، واستمر نشرها مرتين في السنة. تُنشر نسخ جديدة من المجلة في الموقع الإلكترونيّ 40 & 8 La Societe des Quarante Hommes et Huit Chevaux website.

### الأمم المتحدة
منذ 1995، دعمت منظمة الصحة العالمية عمليات إبادة مرض هانسن خلال توفير أدوية علاج المرض بالمجان على مستوى العالم بهدف القضاء على المرض وإنهاء الوصمة المرتبطة به. وبالرغم من أن هدف القضاء الكامل على المرض بحلول عام 2020 يبدو صعب المنال بسبب طول فترة مكوث البكتيريا، حوَّلت منظمة الصحة العالميّة هدفها إلى خطة «الدفعة النهائيّة» بهدف التركيز على الكشف المبكر عن المرض وتقليل حالات الإعاقة. كما أن معظم المرضى لا يموتون من المرض ذاته بقدر موتهم من أمراض أخرى ومضاعفات مرتبطة بالمرض. كما أن المرضى قد ينجون من المرض ولكنهم لازالوا يحملون البكتيريا أو يعيشون بالإعاقة.